# 美と出会う
『美と出会う』（びとであう）は、2001年4月7日から2003年4月5日までNHK教育テレビで放送されていたドキュメンタリー番組である。放送時間は毎週土曜日 22:30 - 22:54 （日本標準時）、別の時間帯での再放送あり。

## 概要
美術・ファッション・映画・建築などに携わる人々の制作現場を訪ね、彼らの創造の源は何か、発想の仕方はどのようなものかを解明していたアートドキュメンタリー。司会は山根基世が務めていた。
2001年4月8日からはNHK BShi、同年4月14日からはNHK総合テレビでも放送されていた。

## 放送リスト
| 初回放送日     | サブタイトル                         | クリエイター                          |
| -------------- | ------------------------------------ | ------------------------------------- |
| 2001年4月7日   | 私だけの服 私だけの世界              | アーティスト 草間彌生                 |
| 2001年4月14日  | 聖と俗のコレクション                 | 美術家 横尾忠則                       |
| 2001年4月21日  | 目にとまる日常が舞台をつくる         | 舞台美術家 朝倉摂                     |
| 2001年4月28日  | 花に事あり                           | 写真家 荒木経惟                       |
| 2001年5月5日   | ギャグのココロは愛なのだ             | 漫画家 赤塚不二夫                     |
| 2001年5月12日  | 風と光の絵日記                       | 建築家 安藤忠雄                       |
| 2001年5月19日  | 幸せの瞬間を追いかけて               | 写真家 HIROMIX                        |
| 2001年5月26日  | 大地と語り、森の声を聞きながら…      | 画家 谷川晃一、宮迫千鶴               |
| 2001年6月2日   | 少年の夢に終わりはない               | 漫画家 松本零士                       |
| 2001年6月9日   | 沓を脱ぐ空間に座る                   | デザイナー 内田繁                     |
| 2001年6月23日  | 空想主義的芸術家、浅草へゆく         | 美術家 森村泰昌                       |
| 2001年6月30日  | ベルリン・都市を呼吸する衣服         | デザイナー 三宅一生                   |
| 2001年7月7日   | 花と器をめぐる冒険                   | 花人 川瀬敏郎                         |
| 2001年7月14日  | 街に飛び出すアートをめざす           | 画家 黒田征太郎                       |
| 2001年7月21日  | 私の陰翳礼讃                         | 画家 金子國義                         |
| 2001年7月28日  | 映画にしかできないことを             | 映画監督 青山真治                     |
| 2001年8月4日   | 家づくりを愉しむ                     | 建築史家 藤森照信                     |
| 2001年9月1日   | 愛しい人への贈り物                   | 彫刻家 舟越桂                         |
| 2001年9月8日   | 命の形を刻む                         | 影絵作家 藤城清治                     |
| 2001年9月15日  | 新日本“絶句”景                       | 画家 大竹伸朗                         |
| 2001年9月22日  | ふるさと・我が心に深く               | 日本画家 髙山辰雄                     |
| 2001年9月29日  | 草枕忘陶日記                         | 陶芸家 楽吉左衛門                     |
| 2001年10月6日  | 使いやすさからアートへ               | インダストリアルデザイナー 栄久庵憲司 |
| 2001年10月13日 | おみやげ漫遊記                       | イラストレーター 安西水丸             |
| 2001年10月20日 | 赤々と阿修羅の如く鮮烈に             | 画家 絹谷幸二                         |
| 2001年10月27日 | 夜の街にやさしさを灯す               | 照明デザイナー 石井幹子               |
| 2001年11月3日  | 人形と生きる                         | 人形作家 辻村寿三郎                   |
| 2001年11月10日 | 遥かなる風景への旅                   | 画家 野見山暁治                       |
| 2001年11月24日 | ホップ・ステップ・ジャパン           | グラフィックデザイナー 奥村靫正       |
| 2001年12月1日  | 描くことに共に生きること（総集編）   | 赤塚不二夫、黒田征太郎                |
| 2001年12月8日  | 道士、茶に遊ぶ                       | アーティスト 蔡國強                   |
| 2001年12月22日 | 未完の心地良さ                       | 建築家 石山修武                       |
| 2002年1月12日  | 聖なる顔を求めて                     | 人形作家 四谷シモン                   |
| 2002年1月19日  | 光彩無限（総集編）                   | 藤城清治、石井幹子                    |
| 2002年1月26日  | 自然素材への回帰                     | 建築家 隈研吾                         |
| 2002年2月9日   | 物語る白い群像の祈り                 | 和紙彫塑家 内海清美                   |
| 2002年3月2日   | 北の大地に存在の神秘を追う           | 洋画家 野田弘志                       |
| 2002年3月9日   | 日本画から「世界画」へ               | 日本画家 千住博                       |
| 2002年4月6日   | アートも料理も愛をこめて             | 銅版画家 山本容子                     |
| 2002年4月13日  | 面白さこそが文化なのだ               | グラフィックデザイナー 福田繁雄       |
| 2002年4月20日  | たまさかの美を見よ                   | 映画監督 鈴木清順                     |
| 2002年4月27日  | マスクロード遡行                     | 狂言師 野村万之丞                     |
| 2002年5月11日  | 当世聖俗絵巻                         | アーティスト 束芋                     |
| 2002年5月18日  | いま、シネマのとき                   | イラストレーター 宇野亜喜良           |
| 2002年5月25日  | 光と闇のあわいから                   | アーティスト 内藤礼                   |
| 2002年6月1日   | 発想に限界はない                     | 陶芸家 鯉江良二                       |
| 2002年6月15日  | 珍なるものをさがして                 | 編集者 都築響一                       |
| 2002年6月22日  | 人々が命をふきこむ                   | 彫刻家 籔内佐斗司                     |
| 2002年7月6日   | かっこいい服を作りたい               | デザイナー・画家 早川タケジ           |
| 2002年7月20日  | 沖縄マンダラ よみがえる時間          | 写真家 東松照明                       |
| 2002年7月27日  | 私の中の海                           | 洋画家 島田章三                       |
| 2002年8月3日   | 一輪の花を彫る                       | 美術家 須田悦弘                       |
| 2002年8月10日  | 理想のおばあさんのいる風景           | 美術作家 やなぎみわ                   |
| 2002年8月31日  | 全身これ建築家                       | 建築家 黒川紀章                       |
| 2002年9月7日   | 中国・革命のフィギュア               | アーティスト 村上隆                   |
| 2002年9月28日  | アフガンのブルーを映す               | 陶芸家 三浦小平二                     |
| 2002年10月5日  | 水、空、風…鉄で風景を創る            | 彫刻家 青木野枝                       |
| 2002年10月19日 | 10年がかりの炭坑アート・プロジェクト | 美術家 川俣正                         |
| 2002年10月26日 | 石仏・千年の師                       | 画家 畠中光享                         |
| 2002年11月2日  | 命を刻む数字                         | 現代美術家 宮島達男                   |
| 2002年11月16日 | 記憶を記録する                       | 写真家 細江英公                       |
| 2002年11月23日 | 90歳・自然に挑み続けて               | 彫刻家 佐藤忠良                       |
| 2002年11月30日 | 2002 東京を視る                      | 写真家 高梨豊                         |
| 2002年12月7日  | 視線を刻む                           | 彫刻家 戸谷成雄                       |
| 2002年12月14日 | 楽しいアートを名古屋から             | イラストレーター 若野桂               |
| 2002年12月21日 | 今宵カラクリ舞台の幕があく           | 自動人形師 武藤政彦                   |
| 2003年1月11日  | 旅のまなざし                         | 写真家・作家 藤原新也                 |
| 2003年1月18日  | 忠臣蔵・心のドラマを墨す             | 書家 矢萩春恵                         |
| 2003年1月25日  | 対話から絵が生まれる                 | 画家 MAYA MAXX                        |
| 2003年2月1日   | 妻からの贈りもの                     | 彫刻家 保田春彦                       |
| 2003年2月8日   | アートかどうかはあーとまわし         | 画家 元永定正                         |
| 2003年2月15日  | 水墨の越後へ 鎮魂の旅                | 日本画家 平松礼二                     |
| 2003年3月8日   | 挑戦する黒                           | 陶芸家 青木龍山                       |
| 2003年3月15日  | 究極の藍 かめのぞき                  | 染織家 志村ふくみ                     |